# Octarthria auricincta
Octarthria auricincta är en tvåvingeart som beskrevs av Kertesz 1923. Octarthria auricincta ingår i släktet Octarthria och familjen vapenflugor. Inga underarter finns listade i Catalogue of Life.